# République tchèque aux Jeux olympiques d'été de 2020
La Tchéquie participe aux Jeux olympiques d'été de 2020 à Tokyo au Japon du 23 juillet au 8 août 2021. Il s'agit de sa 7e participation à des Jeux olympiques d'été.
Le Comité international olympique autorise à partir de ces Jeux à ce que les délégations présentent deux porte-drapeaux, une femme et un homme, pour la cérémonie d'ouverture. La joueuse de tennis Petra Kvitová et le joueur de basket-ball Tomáš Satoranský sont nommés porte-drapeaux de la délégation tchèque.

## Médaillés
| Sport       | Discipline            | Athlète(s)                            | Performance                        | Date       |
| ----------- | --------------------- | ------------------------------------- | ---------------------------------- | ---------- |
| Tir         | Trap hommes           | Jiří Lipták                           | 43 (+7) points OR                  | 29 juillet |
| Canoë-kayak | Slalom K-1 hommes     | Jiří Prskavec                         | 91 s 63                            | 30 juillet |
| Judo        | Plus de 100 kg hommes | Lukáš Krpálek                         | Guram Tushishvili Victoire 10-00   | 30 juillet |
| Tennis      | Double dames          | Barbora Krejčíková Kateřina Siniaková | Bencic / Golubic Victoire 7-5, 6-1 | 1er août   |

| Sport       | Discipline                 | Athlète(s)          | Performance                          | Date       |
| ----------- | -------------------------- | ------------------- | ------------------------------------ | ---------- |
| Canoë-kayak | Slalom C-1 hommes          | Lukáš Rohan         | 101 s 96                             | 26 juillet |
| Tir         | Trap hommes                | David Kostelecký    | 43 (+6) points OR                    | 29 juillet |
| Tennis      | Simple dames               | Markéta Vondroušová | Belinda Bencic Défaite 5-7, 6-2, 3-6 | 31 juillet |
| Athlétisme  | Lancer du javelot masculin | Jakub Vadlejch      | 86,67 m                              | 7 août     |

| Sport       | Discipline                  | Athlète(s)               | Performance                    | Date       |
| ----------- | --------------------------- | ------------------------ | ------------------------------ | ---------- |
| Escrime     | Fleuret masculin individuel | Alexander Choupenitch    | Takahiro Shikine Victoire 15-8 | 26 juillet |
| Canoë-kayak | Sprint K2 1 000 m hommes    | Josef Dostál Radek Šlouf | 3 min 16 s 106                 | 5 août     |
| Athlétisme  | Lancer du javelot masculin  | Vítězslav Veselý         | 85,44 m                        | 7 août     |

| Sport       |   |   |   | Total |
| ----------- | - | - | - | ----- |
| Athlétisme  | 0 | 1 | 1 | 2     |
| Canoë-kayak | 1 | 1 | 1 | 3     |
| Escrime     | 0 | 0 | 1 | 1     |
| Judo        | 1 | 0 | 0 | 1     |
| Tennis      | 1 | 1 | 0 | 2     |
| Tir         | 1 | 1 | 0 | 2     |
| Total       | 4 | 4 | 3 | 11    |

| Jour       |   |   |   | Total |
| ---------- | - | - | - | ----- |
| 26 juillet | 0 | 1 | 1 | 2     |
| 29 juillet | 1 | 1 | 0 | 2     |
| 30 juillet | 2 | 0 | 0 | 2     |
| 31 juillet | 0 | 1 | 0 | 1     |
| 1er août   | 1 | 0 | 0 | 1     |
| 5 août     | 0 | 0 | 1 | 1     |
| 7 août     | 0 | 1 | 1 | 2     |
| Total      | 4 | 4 | 3 | 11    |

| Sexe   |   |   |   | Total |
| ------ | - | - | - | ----- |
| Femmes | 1 | 1 | 0 | 2     |
| Hommes | 3 | 3 | 3 | 9     |
| Total  | 4 | 4 | 3 | 11    |

## Athlètes engagés
| Sport              | Hommes | Femmes | Total |
| ------------------ | ------ | ------ | ----- |
| Athlétisme         | 14     | 14     | 28    |
| Aviron             | 5      | 2      | 7     |
| Basket-ball        | 12     | 0      | 12    |
| Beach-volley       | 2      | 2      | 4     |
| Canoë-kayak        | 6      | 2      | 8     |
| Cyclisme           | 5      | 2      | 7     |
| Équitation         | 5      | 1      | 6     |
| Escalade           | 1      | 0      | 1     |
| Escrime            | 2      | 0      | 2     |
| Golf               | 1      | 1      | 2     |
| Gymnastique        | 1      | 1      | 2     |
| Haltérophilie      | 1      | 0      | 1     |
| Judo               | 2      | 0      | 2     |
| Lutte              | 1      | 0      | 1     |
| Natation           | 4      | 5      | 9     |
| Pentathlon moderne | 2      | 0      | 2     |
| Tennis             | 1      | 5      | 6     |
| Tennis de table    | 2      | 1      | 3     |
| Tir                | 6      | 2      | 8     |
| Tir à l'arc        | 0      | 1      | 1     |
| Triathlon          | 0      | 2      | 2     |
| Voile              | 1      | 0      | 1     |
| Total              | 74     | 41     | 115   |

## Résultats

### Athlétisme
| Athlète                                             | Épreuve                   | 1er tour      | 1er tour    | Demi-finale     | Demi-finale | Finale          | Finale   |
| Athlète                                             | Épreuve                   | Temps         | Rang        | Temps           | Rang        | Temps           | Rang     |
| --------------------------------------------------- | ------------------------- | ------------- | ----------- | --------------- | ----------- | --------------- | -------- |
| Jan Jirka                                           | 200 m masculin            | Disqualifié   | Disqualifié | Éliminé         | Éliminé     | Éliminé         | Éliminé  |
| Pavel Maslák                                        | 400 m masculin            | 47 s 01       | 7e          | Éliminé         | Éliminé     | Éliminé         | Éliminé  |
| Vít Müller                                          | 400 m haies masculin      | 49 s 59       | 5e          | 49 s 69         | 8e          | Éliminé         | Éliminé  |
| Lukáš Gdula                                         | 50 km marche              | Non disputé   | Non disputé | Non disputé     | Non disputé | 4 h 33 min 6 s  | 46e      |
| Vít Hlaváč                                          | 50 km marche              | Non disputé   | Non disputé | Non disputé     | Non disputé | 4 h 15 min 40 s | 43e      |
| Michal Desenský Pavel Maslák Patrik Šorm Vít Müller | Relais 4 × 400 m masculin | 3 min 3 s 61  | 7e          | Non disputé     | Non disputé | Éliminés        | Éliminés |
| Barbora Malíková                                    | 400 m féminin             | 52 s 83       | 6e          | Éliminée        | Éliminée    | Éliminée        | Éliminée |
| Lada Vondrová                                       | 400 m féminin             | 51 s 14       | 3e          | 51 s 62         | 8e          | Éliminée        | Éliminée |
| Kristiina Mäki                                      | 1 500 m féminin           | 4 min 4 s 55  | 6e          | 4 min 1 s 23 NR | 7e          | 4 min 11 s 76   | 13e      |
| Diana Mezuliáníková                                 | 1 500 m féminin           | 4 min 5 s 49  | 6e          | 4 min 3 s 70    | 9e          | Éliminée        | Éliminée |
| Simona Vrzalová                                     | 1 500 m féminin           | 4 min 19 s 46 | 13e         | Éliminée        | Éliminée    | Éliminée        | Éliminée |
| Tereza Hrochová                                     | Marathon féminin          | Non disputé   | Non disputé | Non disputé     | Non disputé | 2 h 42 min 25 s | 58e      |
| Marcela Joglová                                     | Marathon féminin          | Non disputé   | Non disputé | Non disputé     | Non disputé | 2 h 39 min 29 s | 52e      |
| Eva Vrabcová-Nývltová                               | Marathon féminin          | Non disputé   | Non disputé | Non disputé     | Non disputé | Abandon         | Abandon  |
| Tereza Ďurdiaková                                   | 20 km marche féminin      | Non disputé   | Non disputé | Non disputé     | Non disputé | 1 h 36 min 58 s | 30e      |

| Athlète            | Épreuve                    | Qualification | Qualification | Finale      | Finale                              |
| Athlète            | Épreuve                    | Performance   | Rang          | Performance | Rang                                |
| ------------------ | -------------------------- | ------------- | ------------- | ----------- | ----------------------------------- |
| Tomáš Staněk       | Lancer du poids masculin   | 20,47 m       | 17e           | Éliminé     | Éliminé                             |
| Jakub Vadlejch     | Lancer du javelot masculin | 84,93 m       | 4e            | 86,67 m     | Médaille d'argent, Jeux olympiques  |
| Vítězslav Veselý   | Lancer du javelot masculin | 83,04 m       | 8e            | 85,44 m     | Médaille de bronze, Jeux olympiques |
| Romana Maláčová    | Saut à la perche féminin   | 4,40 m        | 23e           | Éliminée    | Éliminée                            |
| Markéta Červenková | Lancer du poids féminin    | 17,33 m       | 24e           | Éliminée    | Éliminée                            |
| Nikola Ogrodníková | Lancer du javelot féminin  | 60,03 m       | 16e           | Éliminée    | Éliminée                            |
| Irena Gillarová    | Lancer du javelot féminin  | 59,16 m       | 19e           | Éliminée    | Éliminée                            |
| Barbora Špotáková  | Lancer du javelot féminin  | 60,52 m       | 14e           | Éliminée    | Éliminée                            |

| Athlète                 | Épreuve  | 100 m   | SL     | LP      | SH     | 400 m   | 110 H   | LD      | SP     | LJ      | 1 500 m       | Total | Rang |
| ----------------------- | -------- | ------- | ------ | ------- | ------ | ------- | ------- | ------- | ------ | ------- | ------------- | ----- | ---- |
| Adam Sebastian Helcelet | Résultat | 11 s 06 | 7,16 m | 14,99 m | 1,96 m | 49 s 41 | 14 s 35 | 45,40 m | 4,60 m | 61,54 m | 4 min 44 s 74 | 8 004 | 16e  |
| Adam Sebastian Helcelet | Points   | 847     | 852    | 789     | 767    | 842     | 930     | 775     | 790    | 761     | 651           | 8 004 | 16e  |
| Jiří Sýkora             | Résultat | 11 s 18 | 7,03 m | 14,63 m | 1,90 m | 48 s 89 | 14 s 48 | 49,90 m | 4,60 m | 63,73 m | 4 min 54 s 97 | 7 943 | 17e  |
| Jiří Sýkora             | Points   | 821     | 821    | 767     | 714    | 866     | 913     | 868     | 790    | 794     | 589           | 7 943 | 17e  |

### Aviron
| Athlète                              | Compétition                          | Série         | Série | Repêchages    | Repêchages    | Quarts de finale | Quarts de finale | Demi-finale                   | Demi-finale | Finale                 | Finale   |
| Athlète                              | Compétition                          | Temps         | Rang  | Temps         | Rang          | Temps            | Rang             | Temps                         | Rang        | Temps                  | Rang     |
| ------------------------------------ | ------------------------------------ | ------------- | ----- | ------------- | ------------- | ---------------- | ---------------- | ----------------------------- | ----------- | ---------------------- | -------- |
| Jan Fleissner                        | Skiff masculin                       | 7 min 16 s 56 | 4e    | 7 min 29 s 90 | 1er           | 7 min 37 s 01    | 5e               | Demi-finale C/D 6 min 59 s 61 | 3e          | Finale C 7 min 2 s 93  | 16e      |
| Jan Cincibuch Jakub Podrazil         | Deux de couple masculin              | 6 min 41 s 75 | 5e    | 6 min 32 s 86 | 4e            | Non disputé      | Non disputé      | Éliminés                      | Éliminés    | Éliminés               | Éliminés |
| Jiří Šimánek Miroslav Vraštil Jr.    | Deux de couple poids légers masculin | 6 min 28 s 10 | 2e    | Non concernés | Non concernés | Non disputé      | Non disputé      | Demi-finale A/B 6 min 11 s 88 | 2e          | Finale A 6 min 16 s 42 | 4e       |
| Lenka Antošová Kristýna Fleissnerová | Deux de couple féminin               | 7 min 5 s 56  | 5e    | 7 min 16 s 96 | 3e            | Non disputé      | Non disputé      | Demi-finale A/B 7 min 24 s 22 | 5e          | Finale B 6 min 59 s 19 | 10e      |

### Basket-ball
| Épreuve          | Phase de groupe     | Phase de groupe      | Phase de groupe           | Phase de groupe | Quart de finale  | Demi-finale      | Finale / MB      | Rang     |
| Épreuve          | Adversaire Score    | Adversaire Score     | Adversaire Score          | Rang            | Adversaire Score | Adversaire Score | Adversaire Score | Rang     |
| ---------------- | ------------------- | -------------------- | ------------------------- | --------------- | ---------------- | ---------------- | ---------------- | -------- |
| Tournoi masculin | Iran Victoire 84-78 | France Défaite 77-97 | États-Unis Défaite 84-119 | 3e              | Éliminés         | Éliminés         | Éliminés         | Éliminés |

### Beach-volley
| Athlètes                           | Compétition      | Tour préliminaire                      | Tour préliminaire                            | Tour préliminaire                                     | Tour préliminaire | Repêchage        | 1/8e de finale   | Quarts de finale | Demi-finale      | Finale / 3e place | Rang      |
| Athlètes                           | Compétition      | Adversaire Score                       | Adversaire Score                             | Adversaire Score                                      | Rang              | Adversaire Score | Adversaire Score | Adversaire Score | Adversaire Score | Adversaire Score  | Rang      |
| ---------------------------------- | ---------------- | -------------------------------------- | -------------------------------------------- | ----------------------------------------------------- | ----------------- | ---------------- | ---------------- | ---------------- | ---------------- | ----------------- | --------- |
| Ondřej Perušič David Schweiner     | Tournoi masculin | Pļaviņš / Točs Défaite 0-21, 0-21(1)   | Gaxiola / Rubio Victoire 17-21, 21-16, 16-14 | Krasilnikov / Stoyanovskiy Défaite 21-19, 13-21, 8-15 | 4e                | Éliminés         | Éliminés         | Éliminés         | Éliminés         | Éliminés          | Éliminés  |
| Barbora Hermannová Markéta Sluková | Tournoi féminin  | Ishii / Murakami Défaite 0-21, 0-21(1) | Betschart / Hüberli Défaite 0-21, 0-21(1)    | Kozuch / Ludwig Défaite 0-21, 0-21(1)                 | 4e                | Éliminées        | Éliminées        | Éliminées        | Éliminées        | Éliminées         | Éliminées |

(1) : la paire Hermannova / Slukova n'a pas pu jouer ses 3 matchs et l'équipe Perušič / Schweiner n'a pas pu jouer son premier match en raison de tests positifs à la Covid-19. Conformément aux règles du beach-volley, les deux équipes tchèques ont perdu ces matchs sur tapis vert.

### Canoë-kayak
| Athlète                  | Compétition       | Série          | Série | Quarts de finale | Quarts de finale | Demi-finale    | Demi-finale | Finale Finale B Finale C | Finale Finale B Finale C            |
| Athlète                  | Compétition       | Temps          | Rang  | Temps            | Rang             | Temps          | Rang        | Temps                    | Rang                                |
| ------------------------ | ----------------- | -------------- | ----- | ---------------- | ---------------- | -------------- | ----------- | ------------------------ | ----------------------------------- |
| Martin Fuksa             | C1 1 000 m hommes | 4 min 1 s 620  | 2e    | -                | -                | 4 min 4 s 220  | 3e          | 4 min 8 s 755            | 5e                                  |
| Petr Fuksa               | C1 1 000 m hommes | 4 min 14 s 482 | 3e    | 4 min 14 s 476   | 4e               | Éliminé        | Éliminé     | Éliminé                  | Éliminé                             |
| Josef Dostál             | K1 1 000 m hommes | 3 min 37 s 342 | 1er   | -                | -                | 3 min 25 s 387 | 2e          | 3 min 26 s 610           | 5e                                  |
| Martin Fuksa Petr Fuksa  | C2 1 000 m hommes | 3 min 53 s 056 | 3e    | 3 min 50 s 635   | 2e               | 3 min 28 s 927 | 5e          | Finale B 3 min 31 s 240  | 10e                                 |
| Josef Dostál Radek Šlouf | K2 1 000 m hommes | 3 min 13 s 425 | 2e    | -                | -                | 3 min 18 s 240 | 4e          | 3 min 16 s 106           | Médaille de bronze, Jeux olympiques |

| Athlète                   | Compétition  | Série    | Série | Série    | Série | Série    | Série | Demi-finale | Demi-finale | Finale   | Finale                             |
| Athlète                   | Compétition  | Run 1    | Rang  | Run 2    | Rang  | Meilleur | Rang  | Temps       | Rang        | Temps    | Rang                               |
| ------------------------- | ------------ | -------- | ----- | -------- | ----- | -------- | ----- | ----------- | ----------- | -------- | ---------------------------------- |
| Lukáš Rohan               | C-1 masculin | 103 s 98 | 9e    | 102 s 15 | 6e    | 102 s 15 | 8e    | 103 s 68    | 4e          | 101 s 96 | Médaille d'argent, Jeux olympiques |
| Jiří Prskavec             | K-1 masculin | 92 s 57  | 3e    | 91 s 71  | 4e    | 91 s 71  | 4e    | 94 s 29     | 1er         | 91 s 63  | Médaille d'or, Jeux olympiques     |
| Tereza Fišerová           | C-1 féminin  | 110 s 45 | 3e    | 109 s 16 | 3e    | 109 s 16 | 3e    | 113 s 23    | 2e          | 120 s 99 | 6e                                 |
| Kateřina Minařík Kudějová | K-1 féminin  | 107 s 78 | 4e    | 106 s 41 | 6e    | 106 s 41 | 6e    | 114 s 15    | 15e         | Éliminée | Éliminée                           |

### Cyclisme

#### Sur piste
| Athlète     | Compétition | Qualification       | Qualification | 1er tour                 | Repêchage 1              | 2e tour                  | Repêchage 2              | 3e tour                  | Repêchage 3              | Quarts de finale         | Demi-finale              | Finale Match de classement | Finale Match de classement |
| Athlète     | Compétition | Temps Vitesse       | Rang          | Adversaire Temps Vitesse | Adversaire Temps Vitesse | Adversaire Temps Vitesse | Adversaire Temps Vitesse | Adversaire Temps Vitesse | Adversaire Temps Vitesse | Adversaire Temps Vitesse | Adversaire Temps Vitesse | Adversaire Temps Vitesse   | Rang                       |
| ----------- | ----------- | ------------------- | ------------- | ------------------------ | ------------------------ | ------------------------ | ------------------------ | ------------------------ | ------------------------ | ------------------------ | ------------------------ | -------------------------- | -------------------------- |
| Tomáš Bábek | Hommes      | 9 s 856 73,052 km/h | 28e           | Éliminé                  | Éliminé                  | Éliminé                  | Éliminé                  | Éliminé                  | Éliminé                  | Éliminé                  | Éliminé                  | Éliminé                    | Éliminé                    |

| Athlète     | Compétition | 1er tour | Repêchages | Quarts de finale | Demi-finale | Finale (1-6) ou classement (7-12) |
| Athlète     | Compétition | Rang     | Rang       | Rang             | Rang        | Rang                              |
| ----------- | ----------- | -------- | ---------- | ---------------- | ----------- | --------------------------------- |
| Tomáš Bábek | Hommes      | 4e       | 4e         | Éliminé          | Éliminé     | Éliminé                           |

#### Sur route
| Athlète        | Compétition | Temps      | Rang |
| -------------- | ----------- | ---------- | ---- |
| Michael Kukrle | Hommes      | 1 h41 s 55 | 26e  |

| Athlète          | Compétition | Temps           | Rang    |
| ---------------- | ----------- | --------------- | ------- |
| Michael Kukrle   | Hommes      | 6 h 15 min 38 s | 36e     |
| Michal Schlegel  | Hommes      | Forfait         | Forfait |
| Zdeněk Štybar    | Hommes      | Abandon         | Abandon |
| Tereza Neumanová | Femmes      | 3 h 59 min 47 s | 33e     |

#### VTT
| Athlète         | Compétition | Temps   | Rang    |
| --------------- | ----------- | ------- | ------- |
| Ondřej Cink     | Hommes      | Abandon | Abandon |
| Jitka Čábelická | Femmes      | 1 h 25  | 22e     |

### Équitation
| Athlète              | Cheval        | Compétition | Dressage  | Dressage | Cross-country | Cross-country | Cross-country | Saut d'obstacles | Saut d'obstacles | Saut d'obstacles | Saut d'obstacles | Saut d'obstacles | Saut d'obstacles | Total     | Total    |
| Athlète              | Cheval        | Compétition | Dressage  | Dressage | Cross-country | Cross-country | Cross-country | Qualification    | Qualification    | Qualification    | Finale           | Finale           | Finale           | Total     | Total    |
| Athlète              | Cheval        | Compétition | Pénalités | Rang     | Pénalités     | Total         | Rang          | Pénalités        | Total            | Rang             | Pénalités        | Total            | Rang             | Pénalités | Rang     |
| -------------------- | ------------- | ----------- | --------- | -------- | ------------- | ------------- | ------------- | ---------------- | ---------------- | ---------------- | ---------------- | ---------------- | ---------------- | --------- | -------- |
| Miloslav Příhoda Jr. | Ferreolus Lat | Individuel  | 33,80     | 35e      | 30,60         | 64,40         | 36e           | 4,00             | 68,40            | 33e              | Éliminé          | Éliminé          | Éliminé          | Éliminé   | Éliminé  |
| Miroslav Trunda      | Shutterflyke  | Individuel  | 46,10     | 60e      | 66,00         | 112,10        | 49e           | 13,60            | 125,70           | 39e              | Éliminée         | Éliminée         | Éliminée         | Éliminée  | Éliminée |

| Athlète                                   | Cheval                                     | Compétition | Qualification | Qualification | Qualification | Qualification | Qualification | Finale    | Finale    | Finale    | Finale   | Finale   |
| Athlète                                   | Cheval                                     | Compétition | Pénalités     | Pénalités     | Pénalités     | Temps         | Rang          | Pénalités | Pénalités | Pénalités | Temps    | Rang     |
| Athlète                                   | Cheval                                     | Compétition | Saut          | Temps         | Total         | Temps         | Rang          | Saut      | Temps     | Total     | Temps    | Rang     |
| ----------------------------------------- | ------------------------------------------ | ----------- | ------------- | ------------- | ------------- | ------------- | ------------- | --------- | --------- | --------- | -------- | -------- |
| Anna Kellnerová                           | Catch Me If You Can Old                    | Individuel  | 12,00         | 0,00          | 12,00         | 86,55         | 55e           | Éliminée  | Éliminée  | Éliminée  | Éliminée | Éliminée |
| Aleš Opatrný                              | Forewer                                    | Individuel  | 4,00          | 0,00          | 4,00          | 87,17         | 31e           | Éliminé   | Éliminé   | Éliminé   | Éliminé  | Éliminé  |
| Kamil Papoušek                            | Warness                                    | Individuel  | Éliminé       | Éliminé       | Éliminé       | Éliminé       | Éliminé       | Éliminé   | Éliminé   | Éliminé   | Éliminé  | Éliminé  |
| Anna Kellnerová Aleš Opatrný Ondřej Zvára | Catch Me If You Can Old Forewer Cento Lano | Par équipes | 45            | 45            | 45            | 45            | 15e           | Éliminés  | Éliminés  | Éliminés  | Éliminés | Éliminés |

### Escalade
| Athlète    | Compétition    | Qualifications | Qualifications | Qualifications | Qualifications | Qualifications | Qualifications | Qualifications | Qualifications | Qualifications | Finale  | Finale  | Finale   | Finale | Finale     | Finale     | Finale     | Finale | Finale |
| Athlète    | Compétition    | Vitesse        | Vitesse        | Bloc           | Bloc           | Difficulté     | Difficulté     | Difficulté     | Total          | Rang           | Vitesse | Vitesse | Bloc     | Bloc   | Difficulté | Difficulté | Difficulté | Total  | Rang   |
| Athlète    | Compétition    | MT             | Rang           | Résultat       | Rang           | PA             | Temps          | Rang           | Total          | Rang           | MT      | Rang    | Résultat | Rang   | PA         | Temps      | Rang       | Total  | Rang   |
| ---------- | -------------- | -------------- | -------------- | -------------- | -------------- | -------------- | -------------- | -------------- | -------------- | -------------- | ------- | ------- | -------- | ------ | ---------- | ---------- | ---------- | ------ | ------ |
| Adam Ondra | Combiné hommes | 7 s 46         | 18e            | 2T3z 7 11      | 3e             | 39+            | -              | 4e             | 216,00         | 5e             | 6 s 86  | 4e      | 1T2z 2 2 | 6e     | 42+        | -          | 2e         | 48     | 6e     |

### Escrime
| Athlète               | Compétition        | 1/16e de finale         | 1/8e de finale         | Quarts de finale    | Demi-finale Classement 5-8 | Finale 3e place Classement 5e, 7e places | Rang                                |         |
| Athlète               | Compétition        | Adversaire Score        | Adversaire Score       | Adversaire Score    | Adversaire Score           | Adversaire Score                         | Rang                                |         |
| --------------------- | ------------------ | ----------------------- | ---------------------- | ------------------- | -------------------------- | ---------------------------------------- | ----------------------------------- | ------- |
| Jakub Jurka           | Épée individuelle  | Minobe Défaite 14-15    | Éliminé                | Éliminé             | Éliminé                    | Éliminé                                  | Éliminé                             | Éliminé |
| Alexander Choupenitch | Fleuret individuel | Llavador Victoire 15-11 | Joppich Victoire 15-13 | Hamza Victoire 15-9 | Cheung Défaite 10-15       | Shikine Victoire 15-8                    | Médaille de bronze, Jeux olympiques |         |

### Golf
| Athlète        | Compétition       | Scores | Scores | Scores | Scores | Total     | Rang |
| Athlète        | Compétition       | Jour 1 | Jour 2 | Jour 3 | Jour 4 | Total     | Rang |
| -------------- | ----------------- | ------ | ------ | ------ | ------ | --------- | ---- |
| Ondřej Lieser  | Épreuve masculine | 72     | 77     | 73     | 72     | 294 (+10) | 60e  |
| Klára Spilková | Épreuve féminine  | 69     | 70     | 71     | 69     | 279 (-5)  | 23e  |

### Gymnastique artistique
| Athlète      | Compétition      | Qualifications | Qualifications | Qualifications | Qualifications | Qualifications    | Qualifications | Qualifications | Qualifications | Finale   | Finale         | Finale   | Finale   | Finale            | Finale     | Finale  | Finale  |
| Athlète      | Compétition      | Appareil       | Appareil       | Appareil       | Appareil       | Appareil          | Appareil       | Total          | Rang           | Appareil | Appareil       | Appareil | Appareil | Appareil          | Appareil   | Total   | Rang    |
| Athlète      | Compétition      | Sol            | Cheval d'arçon | Anneaux        | Saut           | Barres parallèles | Barre fixe     | Total          | Rang           | Sol      | Cheval d'arçon | Anneaux  | Saut     | Barres parallèles | Barre fixe | Total   | Rang    |
| ------------ | ---------------- | -------------- | -------------- | -------------- | -------------- | ----------------- | -------------- | -------------- | -------------- | -------- | -------------- | -------- | -------- | ----------------- | ---------- | ------- | ------- |
| David Jessen | Concours général | 13,466         | 12,333         | 12,566         | 12,333         | 13,633            | 11,000         | 75,331         | 57e            | Éliminé  | Éliminé        | Éliminé  | Éliminé  | Éliminé           | Éliminé    | Éliminé | Éliminé |

| Athlète        | Compétition      | Qualifications | Qualifications      | Qualifications | Qualifications | Qualifications | Qualifications | Finale   | Finale              | Finale   | Finale   | Finale   | Finale   |
| Athlète        | Compétition      | Appareil       | Appareil            | Appareil       | Appareil       | Total          | Rang           | Appareil | Appareil            | Appareil | Appareil | Total    | Rang     |
| Athlète        | Compétition      | Saut           | Barres asymétriques | Poutre         | Sol            | Total          | Rang           | Saut     | Barres asymétriques | Poutre   | Sol      | Total    | Rang     |
| -------------- | ---------------- | -------------- | ------------------- | -------------- | -------------- | -------------- | -------------- | -------- | ------------------- | -------- | -------- | -------- | -------- |
| Aneta Holasová | Concours général | 12,566         | 11,533              | 11,933         | 11,100         | 47,132         | 73e            | Éliminée | Éliminée            | Éliminée | Éliminée | Éliminée | Éliminée |

### Haltérophilie
| Athlète    | Compétition       | Arraché  | Arraché | Épaulé-jeté | Épaulé-jeté | Total  | Rang |
| Athlète    | Compétition       | Résultat | Rang    | Résultat    | Rang        | Total  | Rang |
| ---------- | ----------------- | -------- | ------- | ----------- | ----------- | ------ | ---- |
| Jiří Orság | Plus de kg hommes | 180 kg   | 5e      | 235 kg      | ab          | 180 kg | ab   |

### Judo
| Athlète        | Compétition    | 1er tour              | 2e tour                | Quart de finale         | Demi-finale             | Repêchage           | Finale / MB                | Rang                           |
| Athlète        | Compétition    | Adversaire Résultat   | Adversaire Résultat    | Adversaire Résultat     | Adversaire Résultat     | Adversaire Résultat | Adversaire Résultat        | Rang                           |
| -------------- | -------------- | --------------------- | ---------------------- | ----------------------- | ----------------------- | ------------------- | -------------------------- | ------------------------------ |
| David Klammert | Moins de 90 kg | Kochman Défaite 00-10 | Éliminé                | Éliminé                 | Éliminé                 | Éliminé             | Éliminé                    | Éliminé                        |
| Lukáš Krpálek  | Plus de 100 kg | Exempté               | Mahjoub Victoire 11-00 | Oltiboev Victoire 01-00 | Harasawa Victoire 01-00 | -                   | Tushishvili Victoire 10-00 | Médaille d'or, Jeux olympiques |

### Lutte
| Athlète      | Compétition | Huitième de finale  | Quart de finale     | Demi-finale         | Repêchage           | Finale 3e place Classement | Rang |
| Athlète      | Compétition | Adversaire Résultat | Adversaire Résultat | Adversaire Résultat | Adversaire Résultat | Adversaire Résultat        | Rang |
| ------------ | ----------- | ------------------- | ------------------- | ------------------- | ------------------- | -------------------------- | ---- |
| Artur Omarov | 97 kg       | Szőke Défaite 1-3   | Éliminé             | Éliminé             | Éliminé             | Éliminé                    | 11e  |

### Natation
| Athlète                                                             | Épreuve                      | Série           | Série       | Demi-finale   | Demi-finale | Finale           | Finale    |
| Athlète                                                             | Épreuve                      | Temps           | Rang        | Temps         | Rang        | Temps            | Rang      |
| ------------------------------------------------------------------- | ---------------------------- | --------------- | ----------- | ------------- | ----------- | ---------------- | --------- |
| Jan Micka                                                           | 800 m nage libre masculin    | 7 min 59 s 04   | 28e         | Non disputé   | Non disputé | Éliminé          | Éliminé   |
| Jan Micka                                                           | 1 500 m nage libre masculin  | 15 min 117 s 71 | 23e         | Non disputé   | Non disputé | Éliminé          | Éliminé   |
| Jan Čejka                                                           | 100 m dos masculin           | 54 s 69         | 30e         | Éliminé       | Éliminé     | Éliminé          | Éliminé   |
| Jan Čejka                                                           | 200 m dos masculin           | 1 min 58 s 02   | 18e         | Éliminé       | Éliminé     | Éliminé          | Éliminé   |
| Jan Šefl                                                            | 100 m papillon masculin      | 52 s 52         | 37e         | Éliminé       | Éliminé     | Éliminé          | Éliminé   |
| Matěj Kozubek                                                       | 10 km en eau libre masculin  | Non disputé     | Non disputé | Non disputé   | Non disputé | 2 h 1 min 52 s 1 | 24e       |
| Barbora Seemanová                                                   | 50 m nage libre féminin      | 24 s 92         | 21e         | Éliminée      | Éliminée    | Éliminée         | Éliminée  |
| Barbora Seemanová                                                   | 100 m nage libre féminin     | 53 s 98         | 21e         | Éliminée      | Éliminée    | Éliminée         | Éliminée  |
| Barbora Seemanová                                                   | 200 m nage libre féminin     | 1 min 56 s 38   | 7e          | 1 min 56 s 44 | 5e          | 1 min 55 s 45    | 6e        |
| Simona Kubová                                                       | 100 m dos féminin            | 1 h 1 min 35 s  | 27e         | Éliminée      | Éliminée    | Éliminée         | Éliminée  |
| Simona Kubová                                                       | 200 m dos féminin            | 2 h 15 min 81 s | 25e         | Éliminée      | Éliminée    | Éliminée         | Éliminée  |
| Kristýna Horská                                                     | 200 m brasse féminin         | 2 min 25 s 03   | 19e         | Éliminée      | Éliminée    | Éliminée         | Éliminée  |
| Kristýna Horská                                                     | 200 m 4 nages féminin        | 2 min 12 s 21   | 16e         | 2 min 12 s 85 | 16e         | Éliminée         | Éliminée  |
| Anika Apostalon Kristýna Horská Barbora Janíčková Barbora Seemanová | 4 × 100 m nage libre féminin | 3 min 42 s 40   | 14e         | Non disputé   | Non disputé | Éliminées        | Éliminées |

### Pentathlon moderne
| Athlète      | Compétition           | Escrime (épée, une touche) | Escrime (épée, une touche) | Natation (200 m nage libre) | Natation (200 m nage libre) | Natation (200 m nage libre) | Équitation (saut d'obstacles) | Équitation (saut d'obstacles) | Équitation (saut d'obstacles) | Combiné course/tir (3 200 m / pistolet à 10 m) | Combiné course/tir (3 200 m / pistolet à 10 m) | Combiné course/tir (3 200 m / pistolet à 10 m) | Total | Rang |
| Athlète      | Compétition           | Rang                       | Points                     | Temps                       | Rang                        | Points                      | Pénalités                     | Rang                          | Points                        | Temps                                          | Rang                                           | Points                                         | Total | Rang |
| ------------ | --------------------- | -------------------------- | -------------------------- | --------------------------- | --------------------------- | --------------------------- | ----------------------------- | ----------------------------- | ----------------------------- | ---------------------------------------------- | ---------------------------------------------- | ---------------------------------------------- | ----- | ---- |
| Jan Kuf      | Compétition masculine | 6e                         | 238                        | 2 min 2 s 32                | 16e                         | 306                         | 6                             | 5e                            | 294                           | 11 min 23 s 76                                 | 19e                                            | 617                                            | 1 455 | 8e   |
| Martin Vlach | Compétition masculine | 22e                        | 196                        | 2 min 7 s 19                | 32e                         | 296                         | 0                             | 3e                            | 300                           | 10 min 30 s 13                                 | 1er                                            | 670                                            | 1 462 | 5e   |

### Tennis
| Athlète                               | Épreuve          | 1/32e de finale                | 1/16e de finale                    | 1/8e de finale                            | Quarts de finale                        | Demi-finale                                   | Finale / MB                        | Rang                               |
| Athlète                               | Épreuve          | Adversaire Résultat            | Adversaire Résultat                | Adversaire Résultat                       | Adversaire Résultat                     | Adversaire Résultat                           | Adversaire Résultat                | Rang                               |
| ------------------------------------- | ---------------- | ------------------------------ | ---------------------------------- | ----------------------------------------- | --------------------------------------- | --------------------------------------------- | ---------------------------------- | ---------------------------------- |
| Tomáš Macháč                          | Simple messieurs | Sousa Victoire 6-75, 6-4, 6-4  | Schwartzman Défaite 4-6, 5-7       | Éliminé                                   | Éliminé                                 | Éliminé                                       | Éliminé                            | Éliminé                            |
| Barbora Krejčíková                    | Simple dames     | Diyas Victoire 5-2, ab         | Fernandez Victoire 6-2, 6-4        | Bencic Défaite 6-1, 2-6, 3-6              | Éliminée                                | Éliminée                                      | Éliminée                           | Éliminée                           |
| Petra Kvitová                         | Simple dames     | Paolini Victoire 6-4, 6-3      | Van Uytvanck Défaite 7-5, 3-6, 0-6 | Éliminée                                  | Éliminée                                | Éliminée                                      | Éliminée                           | Éliminée                           |
| Karolína Plíšková                     | Simple dames     | Cornet Victoire 6-1, 6-3       | Suárez Victoire 6-3, 6-70, 6-1     | Giorgi Défaite 4-6, 2-6                   | Éliminée                                | Éliminée                                      | Éliminée                           | Éliminée                           |
| Markéta Vondroušová                   | Simple dames     | Bertens Victoire 6-4, 3-6, 6-4 | Buzărnescu Victoire 6-1, 6-2       | Osaka Victoire 6-1, 6-4                   | Badosa Victoire 6-3 ab                  | Svitolina Victoire 6-3, 6-1                   | Bencic Défaite 5-7, 6-2, 3-6       | Médaille d'argent, Jeux olympiques |
| Barbora Krejčíková Kateřina Siniaková | Double dames     | Non disputé                    | Hsieh / Hsu Victoire 6-2, 6-1      | Badosa / Sorribes Victoire 6-2, 5-7, 10-5 | Barty / Sanders Victoire 3-6, 6-4, 10-7 | Kudermetova / Vesnina Victoire 6-3, 3-6, 10-6 | Bencic / Golubic Victoire 7-5, 6-1 | Médaille d'or, Jeux olympiques     |
| Karolína Plíšková Markéta Vondroušová | Double dames     | Non disputé                    | Duan / Zheng Victoire 6-2, 6-1     | Pigossi / Stefani Défaite 6-2, 4-6, 11-13 | Éliminées                               | Éliminées                                     | Éliminées                          | Éliminées                          |

### Tennis de table
| Athlète(s)       | Compétition      | Tour préliminaire | 1er tour                 | 2e tour                  | 3e tour          | 4e tour          | Quarts de finale | Demi-finale      | Finale / MB      | Rang     |
| Athlète(s)       | Compétition      | Adversaire Score  | Adversaire Score         | Adversaire Score         | Adversaire Score | Adversaire Score | Adversaire Score | Adversaire Score | Adversaire Score | Rang     |
| ---------------- | ---------------- | ----------------- | ------------------------ | ------------------------ | ---------------- | ---------------- | ---------------- | ---------------- | ---------------- | -------- |
| Lubomír Jančařík | Simple messieurs | Exempté           | Al-Khadrawi Victoire 4-0 | Gerassimenko Défaite 3-4 | Éliminé          | Éliminé          | Éliminé          | Éliminé          | Éliminé          | Éliminé  |
| Pavel Širuček    | Simple messieurs | Exempté           | Powell Défaite (forfait) | Éliminé                  |                  |                  |                  |                  |                  |          |
| Hana Matelová    | Simple dames     | Exemptée          | Exemptée                 | Paranang Défaite 2-4     | Éliminée         | Éliminée         | Éliminée         | Éliminée         | Éliminée         | Éliminée |

### Tir
| Athlète          | Compétition                  | Qualification | Qualification | Finale  | Finale                             |
| Athlète          | Compétition                  | Points        | Rang          | Points  | Rang                               |
| ---------------- | ---------------------------- | ------------- | ------------- | ------- | ---------------------------------- |
| David Hrčkulák   | Carabine à air comprimé 10 m | 625,7         | 19e           | Éliminé | Éliminé                            |
| Jiří Přívratský  | Carabine à air comprimé 10 m | 628,8         | 14e           | Éliminé | Éliminé                            |
| Jiří Přívratský  | Carabine à 50 m 3 positions  | 1 169         | 16e           | Éliminé | Éliminé                            |
| Petr Nymburský   | Carabine à 50 m 3 positions  | 1 169         | 17e           | Éliminé | Éliminé                            |
| David Kostelecký | Trap,                        | 123           | 4e            | 43+6 OR | Médaille d'argent, Jeux olympiques |
| Jiří Lipták      | Trap,                        | 124           | 1er           | 43+7 OR | Médaille d'or, Jeux olympiques     |
| Jakub Tomeček    | Skeet,                       | 122           | 7e            | Éliminé | Éliminé                            |

| Athlète          | Compétition                  | Qualification | Qualification | Finale   | Finale   |
| Athlète          | Compétition                  | Points        | Rang          | Points   | Rang     |
| ---------------- | ---------------------------- | ------------- | ------------- | -------- | -------- |
| Nikola Šarounová | Carabine à air comprimé 10 m | 618,4         | 41e           | Éliminée | Éliminée |
| Nikola Šarounová | Carabine à 50 m 3 positions  | 1 161         | 24e           | Éliminée | Éliminée |
| Barbora Šumová   | Skeet,                       | 118           | 14e           | Éliminée | Éliminée |

| Athlète                         | Compétition                   | Qualification 1 | Qualification 1 | Qualification 2 | Qualification 2 | Finale / 3e place   | Finale / 3e place |
| Athlète                         | Compétition                   | Points          | Rang            | Points          | Rang            | Adversaire Résultat | Rang              |
| ------------------------------- | ----------------------------- | --------------- | --------------- | --------------- | --------------- | ------------------- | ----------------- |
| David Hrčkulák Nikola Šarounová | Carabine à air comprimé 10 m, | 620,6           | 25e             | Éliminés        | Éliminés        | Éliminés            | Éliminés          |

### Tir à l'arc
| Athlète         | Compétition        | Tour préliminaire | Tour préliminaire | 1er tour             | 2e tour          | 3e tour          | Quarts de finale | Demi-finale      | Finale / 3e place | Rang     |
| Athlète         | Compétition        | Score             | Rang              | Adversaire Score     | Adversaire Score | Adversaire Score | Adversaire Score | Adversaire Score | Adversaire Score  | Rang     |
| --------------- | ------------------ | ----------------- | ----------------- | -------------------- | ---------------- | ---------------- | ---------------- | ---------------- | ----------------- | -------- |
| Marie Horáčková | Individuel femmes, | 636               | 34e               | Nakamura Défaite 2-6 | Éliminée         | Éliminée         | Éliminée         | Éliminée         | Éliminée          | Éliminée |

### Triathlon
| Athlète          | Compétition | Natation (1,5 km) | Transition 1 | Vélo (40 km)      | Transition 2      | Course (10 km)    | Temps             | Résultat          |
| ---------------- | ----------- | ----------------- | ------------ | ----------------- | ----------------- | ----------------- | ----------------- | ----------------- |
| Vendula Frintová | Femmes      | 20 min 16 s       | 44 s         | A concédé un tour | A concédé un tour | A concédé un tour | A concédé un tour | A concédé un tour |
| Petra Kuříková   | Femmes      | 19 min 55 s       | 42 s         | 1 h 6 min 26 s    | 35 s              | 36 min 32 s       | 2 h 4 min 10 s    | 30e               |

### Voile
| Athlète       | Compétition | Régate | Régate | Régate | Régate | Régate | Régate | Régate | Régate | Régate | Régate | Régate | Régate | Régate | Total net | Rang final |
| Athlète       | Compétition | 1      | 2      | 3      | 4      | 5      | 6      | 7      | 8      | 9      | 10     | 11     | 12     | CM     | Total net | Rang final |
| ------------- | ----------- | ------ | ------ | ------ | ------ | ------ | ------ | ------ | ------ | ------ | ------ | ------ | ------ | ------ | --------- | ---------- |
| Karel Lavický | RS:X hommes | 20     | 25     | 22     | 23     | (26)   | 26     | 19     | 16     | 21     | 17     | 17     | 19     | EL     | 225       | 22e        |